# Ассирийский национализм

Ассирийский флаг, принятый в 1968 году.

Ассирийский национализм — это движение среди ассирийцев, которое выступает за независимость или автономию в регионах, которые они населяют на севере Ирака, северо-востоке Сирии, северо-западе Ирана и юго-востоке Турции.
Ассирийский народ упирается на свое происхождение от тех, кто основал Месопотамскую ассирийскую цивилизацию и империю, центр которой находился в Ашшуре (современный Ирак), который на пике своего развития охватывал Левант и Египет, а также части Анатолии, Аравии и современного Ирана и Армении. Империя просуществовала, возможно, уже с 25 века до нашей эры до своего краха примерно в 7 веке до нашей эры.
Движение возникло в конце 19 века в условиях растущего этнического и религиозного преследования ассирийцев в Османской империи, и сегодня его обычно поддерживают ассирийцы в ассирийской диаспоре и на Ассирийской родине.

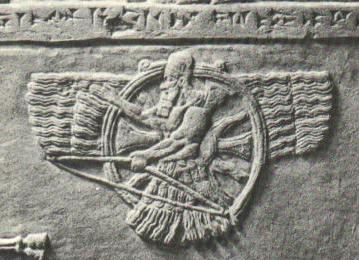
Ассирийский бог Ашшур с крыльями. Это один из самых известных символов, используемых народами древней Месопотамии в целом и ассирийцами в частности.

Организация наций и народов, не имеющих представительства (ОННН) признает ассирийцев коренным народом северного Ирака, юго-восточной Турции, северо-восточной Сирии и окраин северо-западного Ирана, как и Политический словарь современного Ближнего Востока.

## Идеология
Идеология ассирийского национализма основана на политическом и национальном объединении этнических ассирийских последователей ряда христианских церквей сирийского обряда (в основном тех, которые возникли или базируются в и около Верхней Месопотамии), с классическим, под влиянием аккадского, сирийским в качестве культурного языка и восточно-арамейскими диалектами как разговорными языками. Ее главными сторонниками в конце XIX и начале XX века были Наум Фаик, Фрейдун Атурая, Ашшур Юсиф, Малик Хошаба и Фарид Нажа.

Наум Фаик

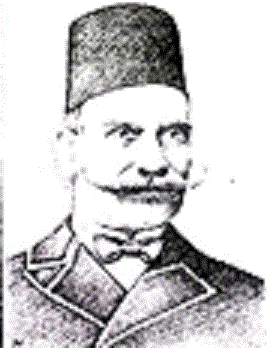
Ашшур Юсиф

Фарид Нажа

Среди христианского населения на Ближнем Востоке ассирийская идеология ограничена определенными географическими, этническими, языковыми и религиозными границами.
С географической и лингвистической точек зрения ассирийскую позицию занимают те, кто говорит на восточно-арамейских диалектах и проживает или происходит от тех, кто когда-то жил на севере Ирака, северо-востоке Сирии, юго-востоке Турции и северо-западе Ирана.
С богословской точки зрения ситуация обстоит немного сложнее. Последователи Ассирийской церкви Востока, Древней церкви Востока, Халдейской католической церкви, Ассирийской пятидесятнической церкви и Ассирийской евангелической церкви обычно придерживаются про-ассирийской позиции, хотя иногда термин халдо-ассирийский используется, чтобы избежать богословского конфликта между ассирийскими последователями первоначальной Церкви Востока и тех, кто откололся между концом 17 — началом 19 веков и вступил в общение с Римско-католической церковью, которая в 1830 году назвала эту новую церковь Халдейской католической церковью. Халдейских католиков не следует путать с древними халдеями, давно вымершим народом, с которым они не имеют никаких связей.
Восточно-арамейскоязычное население, приверженцы Сирийской православной церкви и Сирийской католической церкви и которые живут или происходят от тех, кто жил в северном Ираке, северо-восточной Сирии, юго-восточной Турции, северо-западном Иране и на южном Кавказе, склонны считать себя ассирийцами, тогда как ранее западно-арамейские Левантийские члены этих церквей, говорящие, а теперь почти исключительно по- арабски, из остальной части Сирии, Ливана и южно-центральной Турции, часто поддерживают арамейское, финикийское (более распространенное среди христиан-маронитов) или даже греческое происхождение.
Это связано с тем, что термин «сириец» в целом признан большинством ученых как производный от «ассириец» IX века до н. э., который в течение многих веков использовался исключительно в отношении ассирийцев и Ассирии. Это также связано с тем, что большинство христианского населения этих областей не происходят географически из того, что было Ассирией или Месопотамией, и поэтому не идентифицируют себя с ассирийским наследием так, как это естественно делают древние ассирийцы из Ирака, Сирии, Турции, Ирана и Кавказа до появления араб и ислама.
По мнению Раифа Тома, ассирийство выходит за рамки простого сирийского патриотизма и в конечном итоге направлено на объединение всех «месопотамцев», что правильно квалифицируется как «панмесопотамизм». Этот вариант ассирийства не зависит от христианской, этнорелигиозной идентичности и квалифицируется как чисто этнический национализм, поскольку идентифицирует ассирийский народ как наследников Ассирийской империи и как коренное население Месопотамии, в отличие от арабизма, который идентифицируется как хронологически более поздний, некоренной и иностранный интрузивный элемент. Это выражено, например, в ассирийском календаре, введенном в 1950-е годы, эрой которого является 4750 г. до н. э.; тогда считалось приблизительной датой строительства первого (доисторического, досемитского) храма Ашшура.
Организациями, выступающими за ассирийство, являются Ассирийская демократическая организация, Ассирийская демократическая партия, Демократическая партия Бет-Нахрейн, Ассирийский универсальный альянс (с 1968 года) и Шурайя (с 1978 года). Ассирийский флаг был разработан Ассирийским универсальным альянсом в 1968 году.
Мордехай Нисан, израильский востоковед, также поддерживает точку зрения, что ассирийцев следует называть именно так в этническом и национальном смысле, они являются потомками своих древних тезок и лишены самовыражения по политическим, этническим и религиозным причинам.
Доктор Ариан Ишая, историк и антрополог Университета Калифорнии в Лос-Анджелесе (UCLA), утверждает, что путаница в названиях, применяемых к ассирийцам, а также отрицание ассирийской идентичности и непрерывности, во-первых, обусловлены империализмом и высокомерием запада XIX и начала XX века, а не историческими фактами, и, с другой стороны, длительным правлением исламских, арабских, курдских, турецких и иранских правительств, чья цель — разделить ассирийский народ по ложным линиям и отрицать его единую идентичность, с целью лишить ассирийцев возможности объединения, самовыражения и возможного образования собственного государства.
Наум Элиас Якуб Палах (более известный как Наум Фаик), сторонник ассирийского национализма XIX века последователь Сирийской православной церкви в Диярбакыре, призывал ассирийцев объединиться, несмотря на племенные и богословские различия.
Ашшур Юсиф, ассирийский протестант из того же региона юго-восточной Турции, что и Фаик, также поддерживал ассирийское единство в начале 20 века, заявляя, что Церковь Востока, халдейские католики и сирийские православные ассирийцы были одним народом, разделенным исключительно по религиозному признаку.
Фрейдун Атурая (Фрейдон Бет-Абрам Аторая) также выступал за ассирийское единство и был стойким сторонником ассирийской идентичности и национализма, а также формирования исконной Ассирийской родины после ассирийского геноцида.
Фарид Нажа, влиятельный ассирийский националист из Сирии, глубоко критиковал лидеров различных церквей, которых придерживались ассирийцы, обвиняя Сирийскую православную церковь, Ассирийскую церковь Востока, Халдейскую католическую церковь и Сирийскую католическую церковь в создании раскола между ними, когда их общая этническая и национальная идентичность должна иметь первостепенное значение.

## Ирредентизм
Идеология независимости Ассирии — это политическое движение, которое поддерживает воссоздание Ассирии как национального государства, соответствующего части первоначальной Ассирийской родины, на Ниневийских равнинах северного Ирака и других областях Ассирийской родины. Вопрос независимости Ассирии поднимался много раз на протяжении всей истории, начиная с Первой мировой войны и заканчивая современной войной в Ираке. Населенная ассирийцами территория Ирака расположена в основном, но не исключительно, в регионе провинции Ниневия на севере Ирака, где располагалась древняя ассирийская столица Ниневия. Эта территория известна как «Ассирийский треугольник». Ассирийцы, как правило, проживают по всему северному Ираку, в том числе в городах Мосул, Эрбиль, Киркук, Дохук, Амеди и Равандиз и вокруг них. на север, вместе с другими регионами, где проживает значительное ассирийское население. Другие общины существуют за границами в юго-восточной Турции (Мардин, Диярбакыр, Харран, Бохтан, Кюльтепе, Хаккяри), северо-восточной Сирии (Аль-Хасака, дельта Камлиши-Хабур) и северо-западном Иране (Урмия).
В Баасистском Ираке Ассирийское демократическое движение (АДМ) было одной из небольших политических партий, возникших в социальном хаосе во время оккупации.

## Заявления о преемственности
Непрерывность ассирийской идентичности поддерживается и получает значительную поддержку от многих не-ассирийских современных ассирологов, ирановедов, востоковедов, лингвистов, генетиков и историков, в то время как другие видят связь между древней Ассирией и современными ассирийцами как более непонятную. В Ахеменидской Ассирии существовало сопротивление персидскому правлению. Генри Саггс в своей книге «Мощь Ассирии» твердо поддерживает культурную и историческую непрерывность, также как и Ричард Нельсон Фрай, Симо Парпола, Роберт Д. Биггс и Патрисия Кроун.